# トップリフター

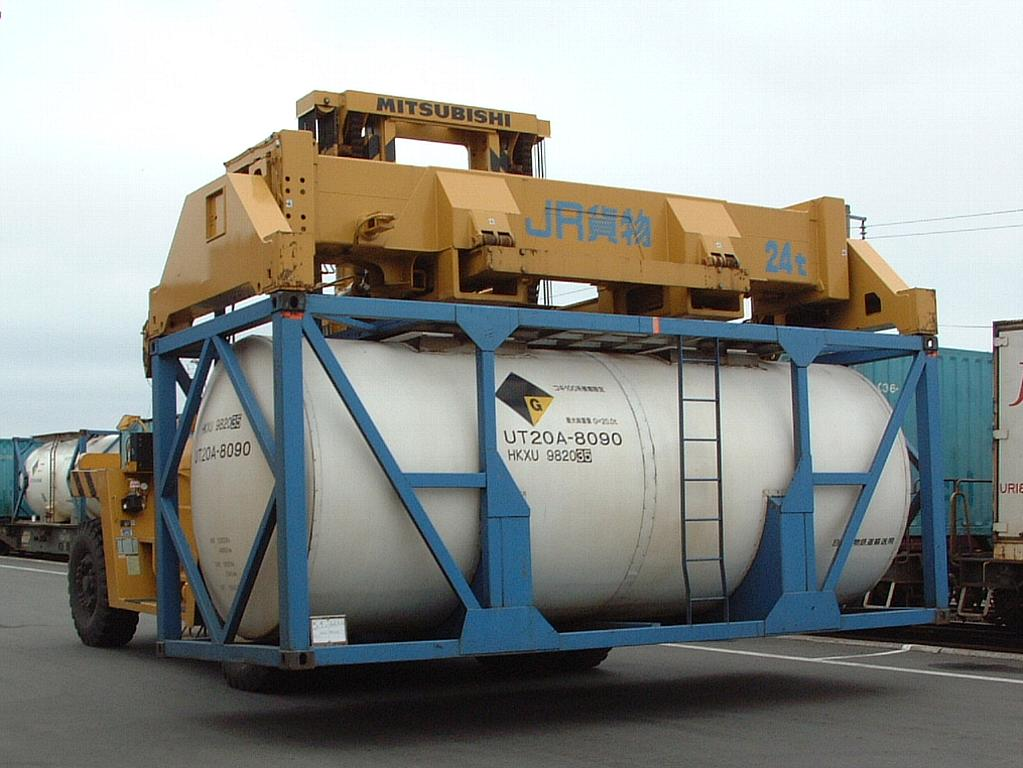
荷役作業中のトップリフター

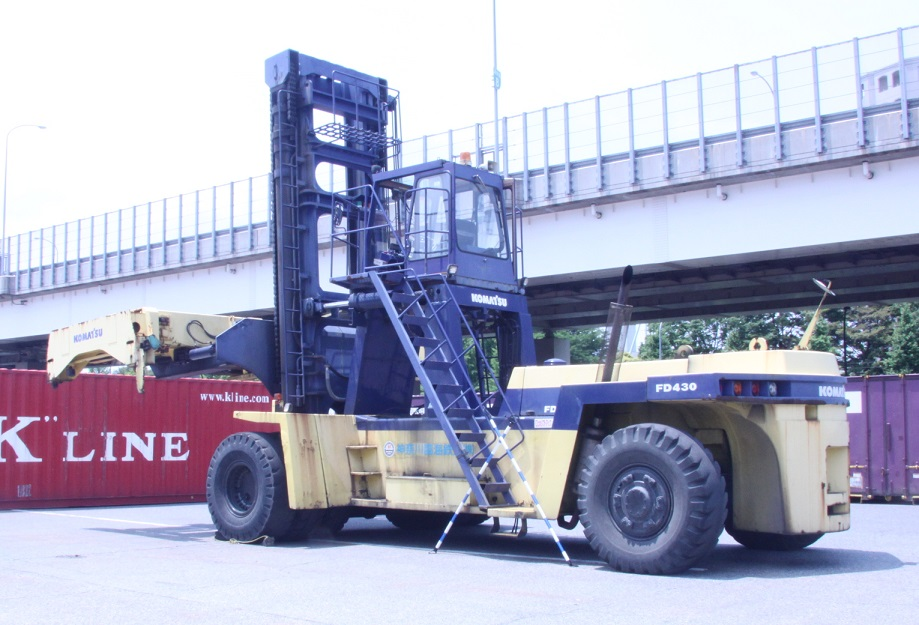
最大吊上荷重35トン　最大揚程15.3ｍのトップリフター
40フィートコンテナを最大に上げた状態での左右安定度を増すため、前輪はトリプルタイヤ（1軸6輪）

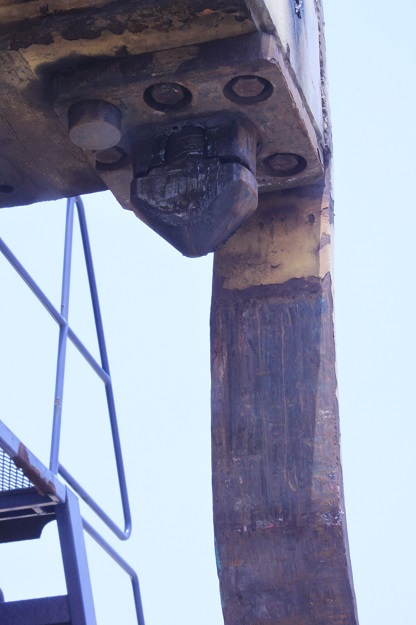
下から見たツイストロックピン
ロックピン左手前に突き出ている丸棒は、ロックピンがロックホールに完全に挿入されたことを検知するインターロック装置のセンサー

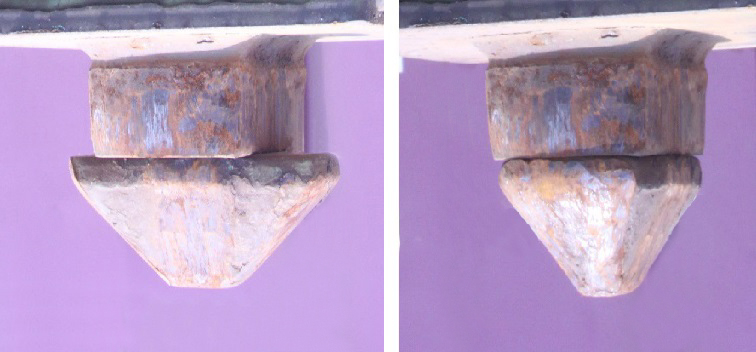
ツイストロックピンの回転状態
左は90度回転した「ロック」位置
右は回転0度の「アンロック」位置

トップリフターとは、ISOコンテナ（所謂、海上コンテナ）の天板四隅に在るツイストロックホールに嵌合してコンテナを吊り上げる「スプレッダー」を装備したフォークリフトの一種であり、主にISO規格20フィート以上のコンテナの積み降ろしやコンテナ取扱事業所内の移動に用いられる荷役車両。一般的なフォークリフトが貨物の下面にフォーク（爪）を挿入して貨物を下支えして昇降させるのとは違い、上から吊り上げるような機構でありフォークを装備していないが、日本の法令ではフォークリフトとして扱われる。

## 構造
車体構造は通常のカウンターバランス形フォークリフトに準じるが、重量の重い実入り海上コンテナを多段積みするために車体高さよりも高く剛性に優れる2段伸縮マストを装備し、鉄道貨車や道路輸送用トレーラーシャーシに積載されたコンテナ上面の安全確認やスプレッダー嵌合操作の利便性を考慮して運転者座席を路面上4～5メートルに設けたものが多用されている。
コンテナを吊り上げる装置は、コンテナの長さに応じて幅を伸縮調節できる機能を備えており「スプレッダー」と称呼されている。日本では、スプレッダー左右のツイストロックピン中心間隔で6060mm～12.200mmに伸縮できるものが多用されており、これはISO規格コンテナの20フィートから40フィートに対応するものである。鉄道コンテナとして利用の増えている31フィートコンテナの取り扱い時にも利用される。
荷物を収容した実入りコンテナを扱うものでは4本のツイストロックピンをコンテナと嵌合するが、荷物を収容していない空コンテナ専用のトップリフターでは車体寄り左右2箇所のツイストロックホールのみに嵌合する「2ピン　スプレッダー」を装備したものがあり、「空バンスプレッダー」または「空バン用リフター」と称呼されている。
スプレッダーとコンテナの嵌合（連結）は、スプレッダー四隅下面に設けられた長円形断面のツイストロックピンをコンテナ上面四隅に設けられた長円形のツイストロックホールに差し込み、スプレッダー側のツイストロックピンを90度回転（ロック）させて結合する。
なお、ツイストロックピンは、4本全部がコンテナ上部の4隅のツイストロックホールに確実に入った状態でないと回転（ロック）できない。また、コンテナが完全に着床した状態でなければロック位置からアンロック位置への操作を受け付けないインターロック方式になっている。
スプレッダーを上下に昇降させる「リフトレバー」は、ツイストロックピンが回転0度の「アンロック」の位置か回転90度の「ロック」位置でないと操作できないようなインターロック方式を採用して、ツイストロックピンの挿入や回転が不完全な「半ロック」状態ではスプレッダーを上昇させられないようになっており、コンテナ荷役運転中の落下事故を防止している。
ツイストロックピンの位置やインターロック装置の状態は、運転席メーターパネルに設けられた表示灯または情報モニターで表示される。
最新の機種では、吊り上げたコンテナの重量を表示する装置、ツイストロックピンの状態を画像表示するカメラとカラーモニター、嵌合したコンテナに貼付されているICタグ（電子荷札）を読み取ってGPS位置情報と共に管理事務所へ無線送信する装置、管理事務所から無線送信される作業スケジュール情報を受信して次に扱うコンテナと移動先を表示指示するコンピューターを搭載したものが多い。

## メーカー
- 豊田自動織機（TOYOTA、トヨタL&F）
- コマツユーティリティ (KOMATSU)
- 三菱ロジスネクスト (MITSUBISHI)
  - ユニキャリア
- 住友ナコ フォークリフト
  - 住友フォークリフト (SUMITOMO)